# Campeonato de Primera División 1920 de la AAmF (Argentina)
El Campeonato de Primera División 1920 de la disidente Asociación Amateurs de Football de Argentina, fue el segundo de los organizados por esa entidad, no reconocida entonces por la FIFA, y el trigésimo cuarto de Primera División. 
Se disputó en dos ruedas de todos contra todos, y lo comenzaron 17 equipos, a los que luego se agregaron dos más, que jugaron la mitad de los partidos. Comenzó el 28 de marzo y terminó el 9 de enero de 1921.
Consagró campeón al Club Atlético River Plate, en el que fue su único título de la era amateur, terminando así con la racha de siete logros consecutivos del Racing Club.
Como en la temporada anterior, se suprimieron los descensos.
Por su parte, el campeonato de la Asociación Argentina lo ganó el Club Atlético Boca Juniors.

## Ascensos y descensos
| Pos | Equipos ascendidos    |
| --- | --------------------- |
| 1.º | Barracas Central      |
| ?   | Ferro Carril Oeste    |
| ?   | Quilmes               |
| ?   | Sportivo Buenos Aires |

| Equipos incorporados durante el torneo |
| -------------------------------------- |
| Lanús                                  |
| Sportivo de Almagro                    |

| Equipo desafiliado en la temporada 1919 |
| --------------------------------------- |
| Sportivo Barracas                       |

| Equipos descendidos en la temporada 1919 |
| ---------------------------------------- |
| No hubo                                  |

De esta forma, el certamen terminó con 19 participantes.

## Tabla de posiciones final

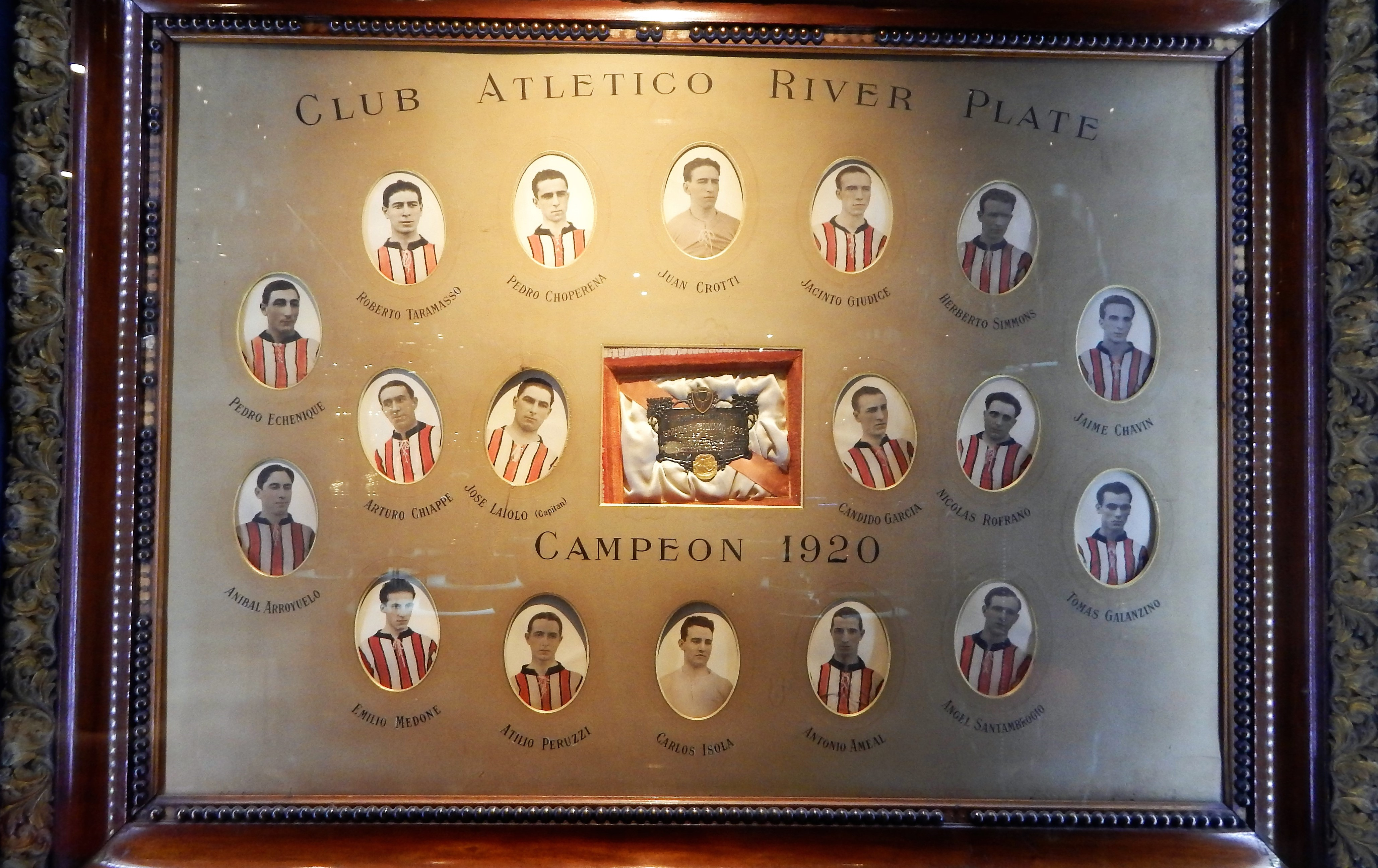
Plantel campeón del torneo.

| Pos | Equipo                  | Pts | PJ | G  | E  | P  | GF | GC | DIF |
| --- | ----------------------- | --- | -- | -- | -- | -- | -- | -- | --- |
| 1º  | River Plate             | 56  | 34 | 25 | 6  | 3  | 70 | 22 | 48  |
| 2º  | Racing Club             | 54  | 34 | 25 | 4  | 5  | 77 | 23 | 54  |
| 3º  | San Lorenzo             | 46  | 34 | 17 | 12 | 5  | 58 | 30 | 28  |
| 4º  | Atlanta                 | 41  | 34 | 17 | 7  | 10 | 49 | 29 | 20  |
| 5º  | Gimnasia y Esgrima (LP) | 41  | 34 | 17 | 7  | 10 | 46 | 32 | 14  |
| 6º  | Vélez Sarsfield         | 39  | 34 | 17 | 5  | 12 | 60 | 32 | 28  |
| 7º  | Platense                | 37  | 34 | 16 | 5  | 13 | 51 | 39 | 12  |
| 8º  | Independiente           | 35  | 34 | 12 | 11 | 11 | 58 | 47 | 11  |
| 9º  | San Isidro              | 33  | 34 | 12 | 9  | 13 | 52 | 53 | -1  |
| 10º | Quilmes                 | 32  | 34 | 13 | 6  | 15 | 35 | 48 | -13 |
| 11º | Estudiantil Porteño     | 30  | 34 | 9  | 12 | 13 | 38 | 42 | -4  |
| 12º | Ferro Carril Oeste      | 30  | 34 | 12 | 6  | 16 | 34 | 61 | -27 |
| 13º | Defensores de Belgrano  | 27  | 34 | 9  | 9  | 16 | 28 | 40 | -12 |
| 14º | Barracas Central        | 26  | 34 | 9  | 8  | 17 | 28 | 49 | -21 |
| 15º | Tigre                   | 22  | 34 | 9  | 4  | 21 | 38 | 77 | -39 |
| 16º | Sportivo Buenos Aires   | 18  | 34 | 6  | 6  | 22 | 33 | 64 | -31 |
| 17º | Sportivo de Almagro     | 17  | 17 | 6  | 5  | 6  | 22 | 22 | 1   |
| 18º | Lanús                   | 15  | 17 | 6  | 3  | 8  | 14 | 23 | -9  |
| 19º | Estudiantes (BA)        | 13  | 34 | 4  | 5  | 25 | 31 | 90 | -59 |

## Descensos, ascensos y traspasos
Suprimidos los descensos, que hubieran correspondido a Sportivo Buenos Aires y Estudiantes (BA), se produjo el ascenso de General Mitre y el traspaso de Banfield, subcampeón de la temporada 1920 de la Asociación Argentina, con lo que el número de participantes del Campeonato 1921 aumentó a 21 equipos.

## Goleadores
| Jugador              | Jugador           | Goles | Equipo          |
| -------------------- | ----------------- | ----- | --------------- |
| Bandera de Argentina | Salvador Carreras | 19    | Vélez Sarsfield |
| Bandera de Argentina | Albérico Zabaleta | 17    | Racing Club     |
| Bandera de Argentina | Pedro Boide       | 15    | Tigre           |
| Bandera de Argentina | Rafael Calvo      | 14    | San Lorenzo     |
| Bandera de Argentina | Pedro Ochoa       | 14    | Racing Club     |

## Copas nacionales
- Copa de Competencia Asociación Amateurs: ganada por Rosario Central.